# Demir Hisar
Demir Hisar (makedonsky Демир Хисар, do roku 1992 Murgaševo/Мургашево) je město v jižní části Severní Makedonie. Má 2593 obyvatel. Jeho název pochází z turečtiny a odkazuje na těžbu železné rudy v okolí. Obyvatelstvo je většinově makedonské národnosti; v 20. století zde žila početná turecká menšina.
Protéká jím řeka Obedničica, přítok Vardaru. Město se nachází v údolí, které vede severo-jižním směrem v ose řeky.

## Historie
Na začátku 17. století je poprvé doložena křesťanská vesnice s názvem Murgaš. V soudním registru bitolského soudu je v roce 1640 uvedeno rovněž. Hlavní rozvoj obce se uskutečnil po roce 1945, kdy sem bylo přemístěno centrum správní jednotky – národní výbor, který sídlil nejprve ve vesnici Lopatica a od léta roku 1946 v Demir Hisaru. V současné době se jedná o sídlo městského typu. Počet obyvatel Demir Hisaru se od té doby téměř zdvojnásobil. Vznikly zde rodinné domy a město získalo pravoúhlou síť ulic.
Město je centrem stejnojmenné opštiny.